# Halichoeres dispilus
Halichoeres dispilus là một loài cá biển thuộc chi Halichoeres trong họ Cá bàng chài. Loài này được mô tả lần đầu tiên vào năm 1864.

## Từ nguyên
Từ định danh leptotaenia được ghép bởi hai âm tiết trong tiếng Latinh: di ("hai") và spilos ("vệt đốm), hàm ý đề cập đến hai đốm đen ở trên gốc vây ngực và cuống đuôi của cá con, được mô tả là "rất dễ thấy".

## Phạm vi phân bố và môi trường sống
Từ vịnh California và vùng biển xung quanh bán đảo Baja California, H. dispilus được phân bố dọc theo bờ biển Đông Thái Bình Dương trải dài đến Peru, bao gồm các hòn đảo ngoài khơi là đảo Cocos, đảo Malpelo và quần đảo Galápagos.
H. dispilus sống trên nền đáy cát gần các rạn san hô hay mỏm đá ở độ sâu đến ít nhất là 76 m, nhưng thường được tìm thấy chủ yếu ở vùng nước nông.

## Mô tả
H. dispilus có chiều dài cơ thể lớn nhất được ghi nhận là 25 cm. Cá cái có màu hồng nhạt hoặc xanh lục (bụng trắng). Thường có một đốm đen viền xanh lam ở thân trên, phía trên gốc vây ngực. Cá con có kiểu hình tương tự như cá cái nhưng có thêm dải sọc ngang màu trắng và thêm một đốm đen ở cuống đuôi (nhỏ dần ở cá cái và tiêu biến ở cá đực). Cá đực trưởng thành có thêm các vệt sọc xanh lam trên đầu, cũng như các đường sọc ngang hoặc hàng đốm xanh lam trên cơ thể. Cá con có màu xám với một dải màu xanh ánh kim mờ dọc theo đường bên; thân có 2 dải sọc đen; một đốm đen trên gốc đuôi.
Số gai ở vây lưng: 9; Số tia vây ở vây lưng: 11; Số gai ở vây hậu môn: 3; Số tia vây ở vây hậu môn: 12; Số tia vây ở vây ngực: 13; Số gai ở vây bụng: 1; Số tia vây ở vây bụng: 5; Số vảy đường bên: 27.

## Sinh thái học
Thức ăn của H. dispilus bao gồm các loài thủy sinh không xương sống; những mẫu vật lớn của loài này ở vịnh California còn ăn cả những loài thuộc họ Cá mào gà. H. dispilus vùi mình xuống cát để ngủ vào ban đêm cũng như khi gặp nguy hiểm.